# Nemessándorháza
Nemessándorháza è un comune dell'Ungheria di 318 abitanti (dati 2001). È situato nella contea di Zala.